# Ácido fosfotúngstico
El ácido fosfotúngstico (o fosfowolfrámico) es un heteropoliácido para el fósforo y el tungsteno (o wolframio) con la fórmula química W12O40 H3P. Normalmente se presenta en forma hidratada y se obtiene por evaporación de una solución de ácido fosfórico (H3PO4) y del isopoliácido H6W12O39 · x H2O (ácido metatúngstico).

## Características
Es corrosivo y se presenta, a temperatura ambiente, como un sólido blanco a amarillo-verdoso, el polvo inodoro con un punto de fusión de 89 °C (24 H2O hidrato). No es especialmente tóxico, pero es ligeramente irritante. El compuesto es conocido por una variedad de nombres y siglas, incluyendo los principales son:
- Ácido fosfotúngstico (PTA), (PWA)
- Tungstofosfórico ácido (TPA)
- Ácido 12-fosfotúngstico
- Ácido 12-tungstofosfórico (estándar de la IUPAC en Cotton y Wilkinson, 1966)
- Ácido dodecatungstofosfórico

El número en el nombre refleja el hecho de que el anión contiene 12 átomos de tungsteno. 

## Aplicaciones
Es ampliamente utilizado en la preparación de la tinción histológica tricrómico Azan. Se une a las fibras de colágeno y tejido conectivo y sustituir los aniones de estos materiales de forma selectiva blanqueo.
Tiene una alta densidad de electrones compuestos al punto de ser opaco por lo que es comúnmente usado como un medio de contraste para analizar las imágenes de microscopio en la transmisión de los virus, los nervios, polisacáridos y otros tejidos del cuerpo.